# Westamerikanische Lütkea
Die Westamerikanische Lütkea (Luetkea pectinata) ist die einzige Art aus der Pflanzengattung Luetkea innerhalb der Familie der Rosengewächse (Rosaceae).

## Beschreibung

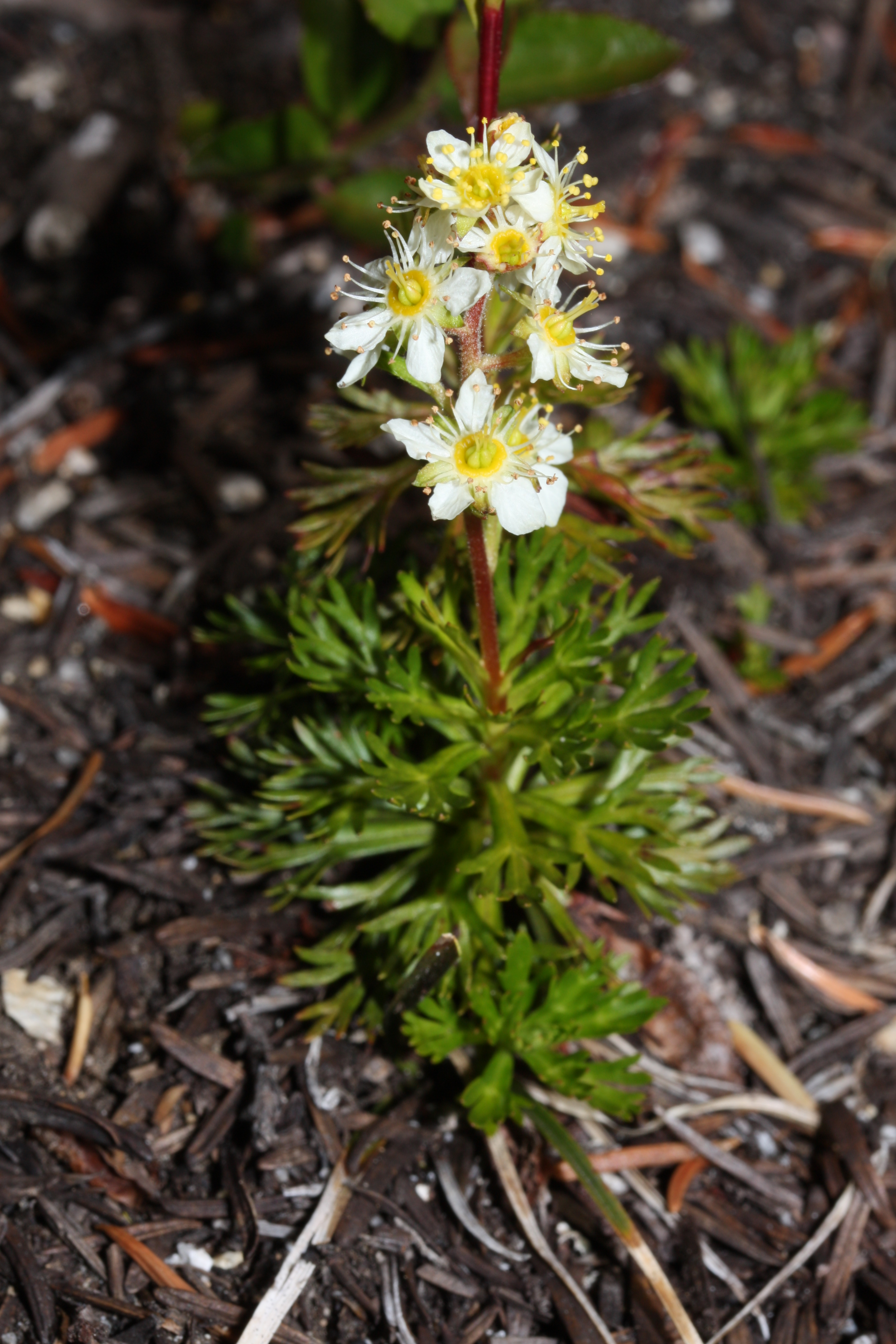
Habitus, Laubblätter und Blütenstand

### Vegetative Merkmale
Die Westamerikanische Lütkea ist ein immergrüner, mattenbildender Halbstrauch, der Wuchshöhen bis 20 Zentimeter erreicht. Es werden unterirdische Ausläufer gebildet. Die Laubblätter sind 1 bis 2 Zentimeter lang und gestielt. Die Blattspreite ist dreispaltig. Die Blattabschnitte haben zwei drei lanzettliche Zipfel.

### Generative Merkmale
Die Blütezeit reicht von Juli bis September. Der Blütenstand ist eine Traube. Die fünf Kelchblätter sind aufrecht oder abstehend. Die fünf Kronblätter sind weiß. Es sind 20 Staubblätter vorhanden.
Die Chromosomenzahl beträgt 2n = 18.

## Vorkommen
Die Westamerikanische Lütkea ist im westlichen Nordamerika von Alaska, über das nordwestliche Kanada bis zu den US-Bundesstaaten Washington, Idaho, Oregon, Montana sowie Kalifornien verbreitet. Sie gedeiht auf feuchten, schattigen Sandfluren und Felsen vor.

## Systematik
Die Erstbeschreibung erfolgte durch Frederick Traugott Pursh. Gattungsname Luetkea Bong. wurde 1832 durch August Gustav Heinrich von Bongard in Mémoires de l'Academie Imperiale des Sciences de St.-Petersbourg. Sixieme Serie. Sciences Mathematiques, Physiques et Naturelles, 2, Seite 130 aufgestellt. Die Neukombination zu Luetkea pectinata (Pursh) Kuntze wurde 1891 durch Carl Ernst Otto Kuntze in Revisio Generum Plantarum, 1, Seite 217 veröffentlicht.
Der Gattungsname Luetkea ehrt Fjodor Petrowitsch  Lütke (Fedor Petrovič Graf Litke, Friedrich Benjamin  von Lütke) (1797–1882), einen russischen Admiral, Entdeckungsreisenden und Forscher; nach ihm sind mehrere Inseln, eine davon im Archipel Franz-Josef-Land benannt.

## Nutzung
Die Westamerikanische Lütkea wird selten als Zierpflanze für Steingärten genutzt.